# Haussknechtia elymaitica
Haussknechtia elymaitica Boiss. – gatunek rośliny z rodziny selerowatych (Apiaceae). Jest jedynym przedstawicielem monotypowego rodzaju Haussknechtia Boiss. Gatunek występuje endemicznie w zachodnim i południowym Iranie, na obszarze południowo-zachodniego Lorestanu, Czahar Mahal wa Bachtijari, południowego Chuzestanu, Kohgiluje wa Bujerahmad i Farsu.
Nazwa naukowa rodzaju honoruje Heinricha Haussknechta, z którego kolekcji pochodził okaz zielnikowy, który posłużył do opisu tego gatunku. Epitet gatunkowy odnosi się do greckiej nazwy starożytnego państwa Elam (Elymais), na terenach obecnego południowo-zachodniego Iranu.

## Morfologia
Wieloletnia roślina zielna. Liście odziomkowe duże, podwójnie pierzaste, z długimi ogonkami. Listki eliptyczne do jajowatych lub odwrotnie jajowatych. Liście łodygowe zredukowane do błonkowatych łusek. Pokrywy szczątkowe. Kwiaty zebrane w kulistawo-jajowate baldachy o bardzo krótkich szypułkach, wspartych kilkoma białymi i błoniastymi pokrywkami. Płatki korony białe. Szyjki słupków długie, u nasady zgrubiałe i stożkowate (stylopodium). Owocami są grzbietowo spłaszczone rozłupnie. Rozłupki grzbietowo nitkowato żeberkowane, żeberka brzeżne bardzo wąsko oskrzydlone. Obecny jest wielowarstwowy miękisz. Nasiona czołowo spłaszczone lub lekko wklęsłe.  

## Biologia i ekologia
SiedliskoLasy dębowe Quercus brantii w południowych górach Zagros.
Cechy fitochemiczneCzęści naziemne roślin z tego gatunku zawierają olejek eteryczny, składający się z 12 zidentyfikowanych związków chemicznych, w tym 59,9% trans-azaronu, 22,4% transmetyloizoeugenolu, 7,96% zingiberenu, 4,7% seskwifellandrenu i 4,3% bisabolenu. Rośliny te są bogate w silne przeciwutleniacze. Aktywność biologiczna mierzona wartością IC50 działania ekstraktu etanolowego z liści jako akceptora rodnikowego wynosiła 62,19 μg/ml (w tych samych badaniach wartość ta wyniosła dla butylowanego hydroksyanizolu 27,10, a dla witaminy C 2,45). Ponadto ekstrakty metanolowe z H. elymaitica, działając na proliferację limfocytów i wydzielanie interleukiny 2, hamują zarówno humoralną, jak i komórkową odpowiedź immunologiczną. Ekstrakty z tej rośliny wykazują też działanie bakteriobójcze na gronkowca złocistego, Staphylococcus epidermidis, pałeczkę ropy błękitnej i pałeczkę okrężnicy.

## Systematyka
Gatunek z monotypowego rodzaju Haussknechtia Boiss. z plemienia Pimpinelleae w podrodzinie Apioideae w rodzinie selerowatych (Apiaceae).
Do 1994 r. uważano, że roślina ta po 1860 r. nie została zebrana ze stanowisk naturalnych. Jednak pod koniec XX wieku irańscy botanicy opisali kilkanaście stanowisk tego gatunku w południowych górach Zagros.
Izolektotyp gatunku, pochodzący z oryginalnej kolekcji H. Haussknechta z 1868 r., znajduje się w zielniku Muzeum Historii Naturalnej w Londynie.

## Zastosowanie
Liście i różne części tej rośliny są używane przez lokalną ludność jako przyprawa. Gatunek ma też zastosowanie lecznicze w terapii cukrzycy, nadciśnienia tętniczego oraz stresu.